# Nikica Petrak
Nikola (Nikica) Petrak (Duga Resa, 31. kolovoza 1939. – Dubrovnik, 20. kolovoza 2016.), hrvatski pjesnik, esejist, feljtonist, prevoditelj i akademik.

## Životopis
Gimnaziju je završio u Zagrebu, a diplomirao je anglistiku i povijest umjetnosti na Filozofskom fakultetu u Zagrebu (1963.). Početkom 1960-ih bio je urednik kulturne rubrike u Studentskom listu. Radio je kao novinar i urednik emisija iz kulture na Televiziji Zagreb (1967. – 77.), urednik u nakladničkoj kući Liber (1978. – 89.), savjetnik u Ministarstvu prosvjete i kulture (1991. – 92.) te kao urednik u Leksikografskom zavodu Miroslav Krleža (1992. – 2004.). Bio je redoviti član Hrvatske akademije znanosti i umjetnosti od 2004. godine te član Društva hrvatskih književnika i Hrvatskog društva pisaca. Nagradu Tin Ujević dobio je 1981., Goranov vijenac za poeziju 1996., a nagradu Dragutin Tadijanović 2013.
Pjesme objavljuje od 1959. godine, kao jedan od istaknutijih pripadnika pjesničkoga naraštaja okupljena oko časopisa Razlog. Stalni su motivi njegove poezije ljubav, odnos prema tradiciji, protok vremena i njegovo cikličko vraćanje, eruditizam i intelektualizam. Ipak, tek s objavljivanjem zbirke Ispadanje iz povijesti (1996.) Petrak se definitivno izdvojio iz generacijskog konteksta i potvrdio kao kanonski pjesnik te jedno od najvažnijih imena moderne hrvatske poezije, nastavivši u toj "kasnoj" fazi objavljivati jednako zapažene i cijenjene zbirke (Razmicanje paučine, Arka, Od ljubavi), sada više otvorene svakidašnjici, razigranijem stilu, autoironiji i intimnijim temama. Njegove kasnije pjesme i eseji ponajbolji su hrvatski primjer poetskog odnosa s tradicijom u duhu T. S. Eliota.
Zapaženi su njegovi prijevodi s engleskoga jezika - Dylana Thomasa, Emily Dickinson, Bena Jonsona, Toma Stopparda i dr.
Bio je članom uredništva časopisa Foruma, književnog mjesečnika Razreda za književnost HAZU (stanje od prosinca 2011. godine).
Privatni život (obitelj): prof.dr. Jelka Petrak (rođ. Vlahutin) (supruga), prof. metodologije medicinskih znanosti; prof. dr. Marko Petrak (sin), prof. rimskog prava; dr. Zvonimir Petrak (otac) (1914. – 1943.); dr. Neda Petrak-Longhino (majka) (1919. – 2002.); Nikola Petrak (djed) (1888. – 1968.), gospodarstvenik i političar, zastupnik HSS-a u skupštini Kraljevine Jugoslavije; dr. André Longhino (pradjed) (1855. – 1918.), gradski fizik slobodnog kraljevskog grada Zagreba; dr. Josip pl. Vranyczany-Dobrinović (šukundjed) (1831. – 1866.), gospodar Severina na Kupi i zastupnik u Carevinskom vijeću).

## Djela
- Sve ove stvari, Zagreb 1963.
- Razgovor s duhovima, Zagreb 1968.
- Suho slovo, Zagreb 1971.
- Tiha knjiga, Zagreb 1980.
- Izjava o namjerama, Zagreb 1989.
- Izabrane pjesme, Zagreb 1991.
- Ispadanje iz povijesti, Zagreb 1996.
- Razmicanje paučine, Zagreb 1999.
- Neizgovoreni govor: zapisci nasumce, Zagreb 2003.
- Arka, Zagreb 2004.
- Od ljubavi, Zagreb 2004.
- Blaženo doba: sabrane i nove pjesme 1959. – 2009., Zagreb, 2009.
- Na otvorenom kraju, Zagreb, 2014.

Neka njegova djela je u svojoj antologiji Żywe źródła iz 1996. s hrvatskog na poljski prevela poljska književnica i prevoditeljica Łucja Danielewska.

## Vanjske poveznice
- Izabrane pjesme Nikice Petraka u antologiji Utjeha kaosa (2006) na stranicama Zagrebačke slavističke škole
- Nikica Petrak na stranicama Hrvatskog društva pisaca  Arhivirana inačica izvorne stranice od 11. rujna 2016. (Wayback Machine)